# Geriet Schieske
Geriet Alfred Schieske (* 25. April 1945 in Dahle, Westfalen; † 27. Januar 2023) war ein deutscher Regisseur, Schauspieler und Autor.

## Biografie
Sein Vater war Alfred Schieske – ein bekannter Berliner Staatsschauspieler (beispielsweise als Doolittle in der Berliner Uraufführung von My Fair Lady). Schieske machte 1966 Abitur und war anschließend erst als Regieassistent, Tänzer, Kleindarsteller, Beleuchter, Requisiteur an den Stadttheatern von Koblenz, Mainz und Bonn tätig. 1969 bekam er sein erstes Engagement als Regisseur an die Westfälischen Kammerspiele in Paderborn. Von 1970 bis 1973 war Schieske dann 1. Spielleiter an der Württembergischen Landesbühne in Esslingen. Ab 1973 war er freischaffender Regisseur und Schauspieler an Theatern in Rendsburg, Hamburg, Hannover, Kleve und Essen.
1978/79 arbeitete er als Künstlerischer Leiter, Regisseur und Schauspieler am St.-Pauli-Theater in Hamburg. Während dieser Zeit und in den folgenden Jahren inszenierte er als Gast an verschiedenen Theatern in Hamburg und spielte u. a. mit Heidi Kabel am Ohnsorg-Theater. Nebenbei sammelte Schieske erste schauspielerische Fernseherfahrungen und arbeitete in den diversen Synchronstudios der Stadt und der pornographischen Industrie.
1986/87 wurde Schieske von Kay Lorentz für eine Spielzeit als Darsteller an das Düsseldorfer Kom(m)ödchen engagiert, und spielte – gemeinsam mit Hugo-Egon Balder und Harald Schmidt – in dem Programm: „Womit Haben Wir Das Verdient?“. Anschließend folgten Engagements als Regisseur und Schauspieler in ganz Deutschland.
Hugo-Egon Balder und Jacky Dreksler holten 1993 Geriet Schieske nach Köln. Dort entwickelten sie RTL Samstag Nacht, und Schieske war vom ersten Casting an dabei. In den nächsten fünf Jahren führte er bei allen 147 Folgen Regie. Zunächst als Bühnenregisseur, später dann allein verantwortlich. In dieser Zeit drehte er ebenso noch die Piloten zur TV-Comedy-Show Happiness (RTL).
Im Sommer 1996 schrieb Schieske zusammen mit zwei Autoren von RTL Samstag Nacht das Musical Buddy im Hamburger Hafen komplett um und inszenierte es anschließend neu. Das zuvor existenzbedrohte Stück hatte weitere fünf Jahre Erfolg. Schieske blieb der Show als künstlerischer Leiter und auch als Darsteller bis zum endgültigen Ende 2001 treu.
Ende 2000 holte Tom Gerhardt Schieske für die Sat.1-Sitcom Hausmeister Krause als Regisseur nach München. Er inszenierte mehr als 40 Folgen für die Serie, die 2002 u. a. mit dem Deutschen Comedypreis ausgezeichnet wurde. Den Sommer 2002 verbrachte Schieske in Köln, als er am Stück 200 Sketche für sieben Folgen der Sketch Show (ProSieben) vor die Kamera brachte. Dort spielte er auch in mehreren Folgen einen Notarzt.
An der Köln-Comedy-Schule, wo Schieske seit Jahren regelmäßig als Dozent arbeitete, lernte er Bülent Ceylan kennen und führte Regie bei dessen Solo-Programmen Döner for one (2003) und Halb Getürkt (2005).
Der Henker, ein Stück über den letzten Scharfrichter Österreichs, war eine Theaterarbeit von Geriet Schieske, die im Oktober 2005 erfolgreich Premiere in Hamburg hatte. Im Oktober 2014 führte er Regie für Der Schwan im Rahmen der 24-Stunden Musicals, im März 2015 für Mord am Mikro! in Ahrensburg.
Als großes Weihnachtsevent 2005 wurde für Sat.1 Urmel aus dem Eis adaptiert. Der Erfolg der Augsburger Puppenkiste aus den 60ern wurde im Coloneum in Köln von Comedians und Schauspielern in einer Drei-Stunden-Live-Vorstellung aufgezeichnet und am 4. Adventswochenende auf den Bildschirm gebracht. Wiederum führte Schieske Regie.

## Fernsehauftritte als Schauspieler
- 1985: Die Kartenlegerin – Regie: Benno Hattesen
- 1990: Das Geld liegt auf der Bank – Regie: Isolde Müller-Rinker
- 1995: Großstadtrevier; Folge: Heidehonig – Regie: Marcus Scholz
- 2004/2006/2010: Hausmeister Krause – Ordnung muss sein; als Arzt